# Себастьян Кабот
Себастья́н Кабо́т або Кабото (ісп. Sebastián Caboto, 1484–1557) — італійсько-іспанський мореплавець та дослідник нових земель. Його батьками були Джон (Джованні, Хуан) і Маттеа Кабот. За даними англійця Річарда Едена він народився в Бристолі та переїхав до Венеції у чотирирічному віці, але за даними венеційця Ґаспаро Контаріні, венеційського посла при дворі Карла V, він народився у Венеції, та навчався в Англії.
Відомий своїми дослідженнями Америки, зокрема супроводжував свого батька Джона Кабота під час другої подорожі до Америки в 1498 році та пізніше здійснив самостійну подорож і провів дослідження басейну Ла-Плати уверх по річці Уругвай та Парана-Парагвай до гирла річки Бермехо.

## Джерело
- Себастьян Кабот (рос.)
- Some facts about John and Sebastian Cabot [microform] / by George Parker Winship (Winship, George Parker 1871-1952)